# Казённый пруд
Казённый пруд (также Казёнка, Швейца́рка) — водный объект (пруд) в районе Богородское Восточного административного округа города Москвы  на территории национального парка «Лосиный остров», между Белокаменным шоссе и Первым Белокаменным проездом.

## Этимология
Получил название в XIX веке за своё расположение на землях, принадлежавших государственной казне.

## Описание
Пруд находится в нижнем течении Казённого ручья. Он вытянут в направлении с севера на юг, его размеры составляют по разным источникам от 240 × 55 до 270 × 60 метров, площадь — от 1,2 — до более 2 гектаров, глубина — до 2,5 метров. С 1980-х годов пруд был окружён пологой железобетонной набережной с дорожкой из бетонных плит. В 2023 году была проведена реконструкция пруда, в результате которой были организованы деревянные экодорожки и обустроены деревянные смотровые площадки.
В пруду водятся ротан, карась, щука, лещ, карп, окунь, пескарь, а также раки.

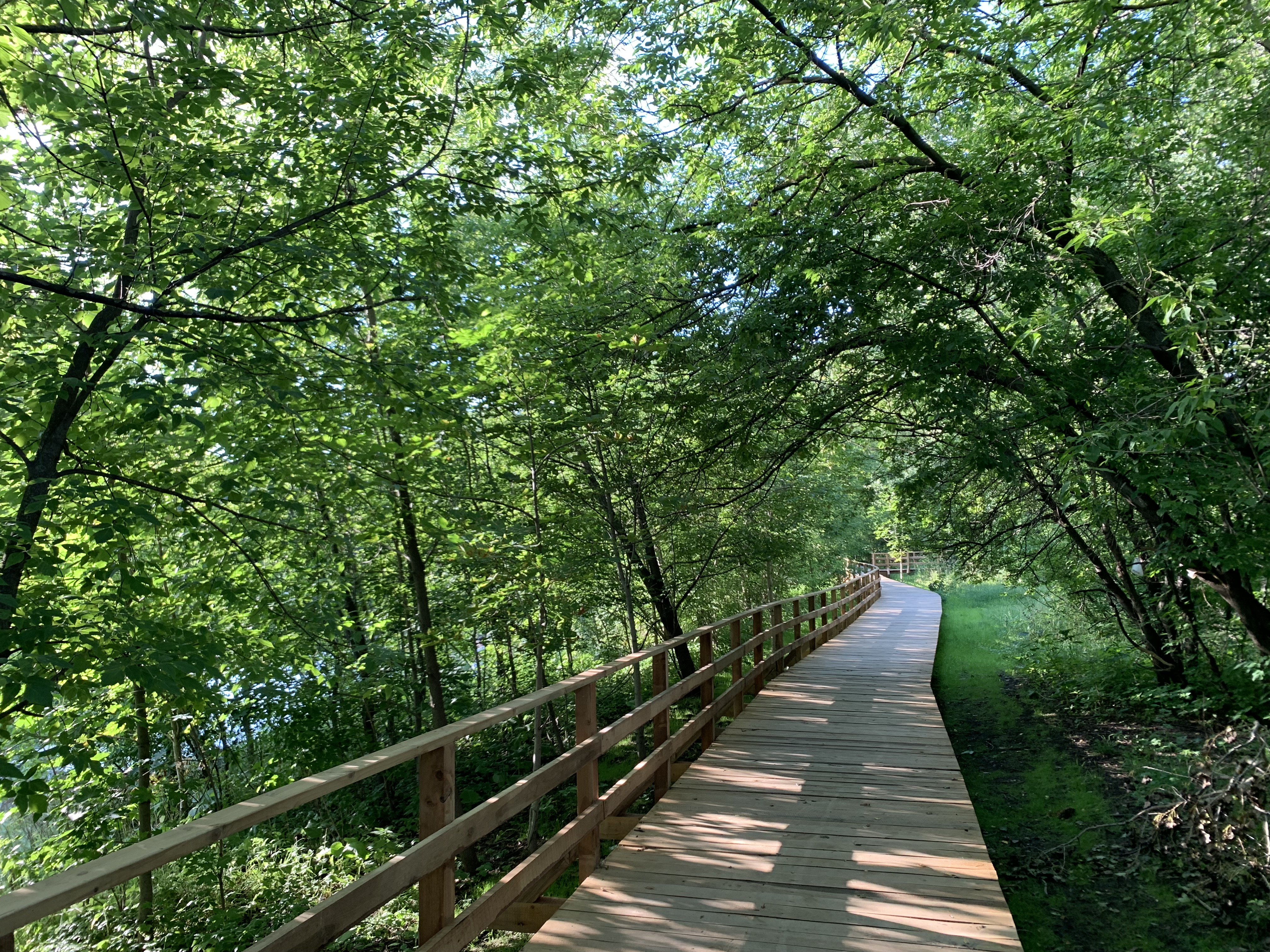
Казённый пруд. Деревянная тропа